# Епархия Китуи
Епархия Китуи (лат. Dioecesis Kituiensis) — епархия Римско-Католической Церкви с центром в городе Китуи, Кения. Епархия Китуи входит в митрополию Найроби. Кафедральным собором епархии Китуи является церковь Пресвятой Девы Марии Африканской в городе Китуи.

## История
20 февраля 1956 года Римский папа Пий XII издал буллу Quoniam superna, которой учредил апостольскую префектуру Китуи, выделив её из епархии Меру и архиепархии Найроби.
16 ноября 1963 года Римский папа Павел VI издал буллу Christi evangelium, которой преобразовал апостольскую префектуру Китуи в епархию.

## Ординарии епархии
- епископ William Dunne SPS[1] (19.10.1956 — 2.11.1995);
- епископ Boniface Lele (2.11.1995 — 1.04.2005) — назначен архиепископом Момбасы;
- епископ Anthony Muheria (28.06.2008 — по настоящее время).

## Источник
- Annuario Pontificio, Libreria Editrice Vaticana, Città del Vaticano, 2003, ISBN 88-209-7422-3
- Булла Quoniam superna, AAS 48 (1956), стр. 437  (лат.)
- Булла Christi evangelium  (лат.)